# Ca l'Almirall de Figuerola
Ca l'Almirall de Figuerola, o Torrent de Figuerola, és una masia del municipi de Subirats (Alt Penedès) situada prop de Lavern, tocant a la carretera que duu a Sant Cugat Sesgarrigues. És coneguda per la gent del poble com a Ca la Tomassa, i l'edificació de la masoveria com a Cal Moro.

## Descripció
Petit nucli de cases sorgit al voltant de la masia Torrent de Figuerola o de Ca l'Almirall de Figuerola, d'origen baix-medieval. Aquesta és una edificació de planta rectangular, de dos pisos, amb teulada a dues vessants coberta amb teula àrab. Actualment presenta les parets arrebossades de guix blanc a l'exterior, si bé en algunes finestres es pot veure el marc de carreus de pedra. Destaca, a la planta baixa, una arcada apuntada de pedra treballada, que testimonia l'antiguitat de la masia. Un portal d'arc de mig punt adovellat dona accés a aquesta planta, d'altra banda perfectament adaptada per a l'entrada dels carros. També a la planta baixa es conserven les estances i estris per a l'elaboració de vi, com el cup, una premsa manual de fusta i ferro, i la que es considera la primera premsa hidràulica d'oli del Penedès. A la part esquerra de la façana hi ha adossat un cos en forma de torre quadrada de 5 x 5 m amb murs d'un metre de gruix, tot ell molt modificat, d'origen medieval, que encara conserva algun merlet.
Pel que fa al conjunt de cases al voltant de la masia, les primeres daten de la primera dècada del segle xx, i estaven destinades als treballadors de la masia.

## Història
El primer propietari de la masia de qui es té notícia era el senyor Torrent de Figuerola, qui ja participava en la política municipal. Després la propietat va passar a la família Almirall, fins que la va comprar el senyor Pau Raventós Duran, quan el seu penúltim propietari, el senyor Alvares, es va arruïnar i el senyor Manuel Duran Bas, comissionari dels creditors del senyor Alvares, li va vendre la masia i la meitat de les terres.
Les primeres cases al voltant de la masia que es van construir són les que el senyor Pau Raventós va destinar als seus treballadors; són dues cases de l'any 1911, conegudes amb els noms de Cal Royo i Cal Modest. La tercera es va edificar desprès de la Guerra Civil, coneguda com a Cal Tofolet. També hi trobem dues cases més; una construïda l'any 1943 pel senyor Jaume Colet, i la del seu costat, edificada dotze anys més tard.